# 阿闍羅パーキングエリア
阿闍羅パーキングエリア（あじゃらパーキングエリア）は、青森県南津軽郡大鰐町長峰にある東北自動車道のパーキングエリア。

## 道路
- E4 東北自動車道

## 施設

### 上り線（盛岡・仙台方面）
- 駐車場
  - 大型15台
  - 小型21台
- トイレ
  - 男性 大2（和式1・洋式1）・小5
  - 女性 5（和式1・洋式4）
  - 車椅子用 1
- 自動販売機

### 下り線（青森方面）
- 駐車場
  - 大型15台
  - 小型21台
- トイレ
  - 男性 大2（和式1・洋式1）・小5
  - 女性 5（和式1・洋式4）
  - 車椅子用 1
- 自動販売機

## 隣
E4 東北自動車道
(50) 碇ヶ関IC - 阿闍羅PA - (51) 大鰐弘前IC

## その他
- 2024年4月1日から、弘南バス弘前バスターミナルの営業時間変更に伴い、上野駅前20時30分発の下りパンダ号の最終トイレ休憩が弘前ターミナルから当PAに変更された[1]。